# Coupe de la confédération 2011
Navigation
Édition précédente Édition suivante
La Coupe de la confédération 2011 est la huitième édition de la Coupe de la confédération, la deuxième compétition inter-clubs de la CAF.
Les douze meilleures fédérations (au classement sur 5 ans) ont droit à deux places qualificatives tandis que les autres fédérations en ont une. Le tenant du titre est automatiquement qualifié, à moins qu'il n'ait obtenu entre-temps son billet pour la Ligue des champions de la CAF.
La compétition débute en février 2011. Après un tour préliminaire dont sont exemptés les douze meilleurs clubs engagés, deux tours en matchs aller-retour permettent de qualifier huit équipes qui disputent un barrage face aux huit perdants des huitièmes de finale de la Ligue des champions de la CAF 2011. Enfin, une phase de groupe réunissant les huit derniers qualifiés est jouée avec demi-finales et finales en matchs aller et retour.
Le club marocain du FUS Rabat, vainqueur de l'édition précédente, remet son titre en jeu cette année.

## Primes monétaires
| Classement     | Prime au club | Prime à la fédération nationale |
| -------------- | ------------- | ------------------------------- |
| Champion       | 660 000 $     | 35 000 $                        |
| Finaliste      | 425 000 $     | 30 000 $                        |
| Demi-finaliste | 240 000 $     | 25 000 $                        |
| 3e en groupe   | 175 000 $     | 20 000 $                        |
| 4e en groupe   | 150 000 $     | 15 000 $                        |

## Clubs qualifiés
| - Fath US (Vainqueur de la Coupe de la confédération 2010) - DH El Jadida (3e du Championnat du Maroc de football 2009-2010) - Maghreb AS (finaliste de la Coupe du Trône de football 2009-2010) - JS Kabylie (3e du Championnat d'Algérie de football 2009-2010) - CA Batna (Finaliste de la Coupe d'Algérie de football 2009-2010) - Primeiro de Agosto (3e du Championnat d'Angola de football 2010) - Atlético Sport Aviação (Vainqueur de la Coupe d'Angola 2009-2010) - Tiko United (3e du Championnat du Cameroun de football 2009-2010) - Fovu Baham (Vainqueur de la Coupe du Cameroun de football 2010) - Séwé Sports de San-Pédro (3e du Championnat de Côte d'Ivoire de football 2010) - S.O.A (4e du Championnat de Côte d'Ivoire de football 2010) - Haras El-Hedood (Vainqueur de la Coupe d'Égypte de football 2009-2010) - Ismaily SC (3e du Championnat d'Égypte de football 2009-2010) - Sunshine Stars (3e du Championnat du Nigeria de football 2009-2010) - Kaduna United (Vainqueur de la Coupe du Nigeria 2009-2010) - Khartoum 3 (3e du Championnat du Soudan de football 2010) - Al Nil Hasahisa (4e du Championnat du Soudan de football 2010) - FC Saint Éloi Lupopo (3e du Championnat de République démocratique du Congo de football 2010) - DC Motema Pembe (Vainqueur de la Coupe de RD Congo de football 2010) - Centre Salif Keita (3e du Championnat du Mali de football 2010) - AS Real Bamako (Vainqueur de la Coupe du Mali de football 2010) - Étoile du Sahel (3e du Championnat de Tunisie de football 2009-2010) - Olympique de Béja (Vainqueur de la Coupe de Tunisie de football 2009-2010) - Highlanders FC (3e du Championnat du Zimbabwe de football 2010) - Bidvest Wits (Vainqueur de la Coupe d'Afrique du Sud 2009-2010) | - USS Krake - Union sportive des Forces armées (Vainqueur de la Coupe du Burkina Faso de football 2010) - InterStar (2e du Championnat du Burundi de football 2010) - DFC 8e arrondissement - Athlétic Club Léopards de Dolisie (Finaliste du Championnat du Congo de football 2010) - Dedebit FC (Vainqueur de la Coupe d'Éthiopie de football 2009-2010) - Missile FC (Finaliste de la Coupe du Gabon de football 2009-2010) - Ashanté Gold (2e du Championnat du Ghana de football 2009-2010) - FC Séquence (Vainqueur de la Coupe de Guinée 2010) - Sony Elá Nguema - Sofapaka (Vainqueur de la Coupe du Kenya de football 2010) - Al Nasr Benghazi (Vainqueur de la Coupe de Libye de football 2010) - AS Adema (Vainqueur de la Coupe de Madagascar de football 2010) - FC Tevragh Zeïna (Vainqueur de la Coupe de Mauritanie 2010) - Clube de Desportos Maxaquene (2e du Championnat du Mozambique de football 2010) - Sahel SC - US Sainte-Marienne (2e du Championnat de La Réunion de football 2010) - Etincelles FC (3e du Championnat du Rwanda de football 2009-2010) - ASC Touré Kunda (Vainqueur de la Coupe du Sénégal 2010) - Ports Authority FC - Mbabane Highlanders (Vainqueur de la Coupe du Swaziland 2009-2010) - Young Africans FC (2e du Championnat de Tanzanie de football 2009-2010) - Foullah Edifice FC - Dynamic Togolais - Victors FC (Vainqueur de la Coupe d'Ouganda 2009-2010) - Nchanga Rovers (2e du Championnat de Zambie de football 2010) - KMKM |

## Tour préliminaire
- Les matchs aller ont lieu les 28, 29 et 30 janvier, les matchs retour les 11, 12 et 13 février.

Douze équipes sont dispensées de ce tour :
| - JS Kabylie - Primeiro de Agosto - Haras El Hodood - Ismaily SC - Fath US - Kaduna United FC | - Sunshine Stars FC - FC Saint Éloi Lupopo - Al Hilal Khartoum - Al Nil Hasahisa - Olympique de Béja - ES Sahel |

| Équipe 1                 | Résultat      | Équipe 2                     | Aller | Retour |
| ------------------------ | ------------- | ---------------------------- | ----- | ------ |
| FC Tevragh Zeïna         | 1 - 0         | AS Real Bamako               | 0 - 0 | 1 - 0  |
| Missile FC               | 4 - 1         | InterStar                    | 4 - 0 | 0 - 1  |
| AC Leopards Dolisie      | 3 - 1         | Etincelles FC                | 1 - 1 | 2 - 0  |
| ASC Touré Kunda          | 4 - 3         | Ports Authority              | 2 - 1 | 2 - 2  |
| CA Batna                 | 4 - 4 5-6 tab | Al Nasr Benghazi             | 2 - 2 | 2 - 2  |
| Dynamic Togolais         | 0 - 0 2-4 tab | Sahel SC                     | 0 - 0 | 0 - 0  |
| USS Krake                | 2 - 5         | Maghreb AS                   | 1 - 1 | 1 - 4  |
| Sewe Sports de San Pedro | 0 - 2         | Ashanti Gold SC              | 0 - 1 | 0 - 1  |
| Foullah Edifice          | 2 - 1         | Sony Elá Nguema              | 2 - 0 | 0 - 1  |
| Atlético Sport Aviação   | 4 - 5         | Sofapaka                     | 0 - 0 | 4 - 5  |
| forfait Highlanders FC   | 1 - 1         | Nchanga Rovers               | 1 - 1 | -      |
| AS Adema                 | 1e - 1        | Clube de Desportos Maxaquene | 0 - 0 | 1 - 1  |
| US Sainte-Marienne       | 1 - 4         | Bidvest Wits                 | 1 - 0 | 0 - 4  |
| Centre Salif Keita       | 3 - 3e        | DH El Jadida                 | 2 - 2 | 1 - 1  |
| Fovu Baham               | 3 - 4         | USFA                         | 2 - 1 | 1 - 3  |
| FC Séquence              | 1 - 2         | Africa Sports                | 0 - 1 | 1 - 1  |
| DFC 8e arrondissement    | 1 - 3         | Tiko United                  | 0 - 0 | 1 - 3  |
| KMKM                     | 0 - 6         | DC Motema Pembe              | 0 - 4 | 0 - 2  |
| Mbabane Highlanders      | 2 - 2 1-4 tab | Victors FC                   | 1 - 1 | 1 - 1  |
| Young Africans FC        | 4 - 6         | Dedebit FC                   | 4 - 4 | 0 - 2  |

## Premier tour
- Les matchs aller ont lieu les 18, 19 et 20 mars, les matchs retour les 1er, 2 et 3 avril 2011.

| Équipe 1             | Résultat | Équipe 2                 | Aller | Retour |
| -------------------- | -------- | ------------------------ | ----- | ------ |
| JS Kabylie           | 3 - 1    | FC Tevragh Zeïna         | 1 - 0 | 2 - 1  |
| Al Nil Hasahisa      | 2 - 3    | Missile FC               | 1 - 1 | 1 - 2  |
| Primeiro de Agosto   | 2 - 1    | AC Leopards Dolisie      | 2 - 0 | 0 - 1  |
| Ismaily SC           | 2 - 4    | Sofapaka                 | 2 - 0 | 0 - 4  |
| Fath US (T)          | 3 - 2    | ASC Touré Kunda          | 2 - 0 | 1 - 2  |
| Al Hilal Khartoum    | -        | Al Nasr Benghazi forfait | -     | -      |
| Bidvest Wits         | 1 - 3    | AS Adema                 | 1 - 1 | 0 - 2  |
| Maghreb AS           | 2 - 1    | Sahel SC                 | 0 - 0 | 2 - 1  |
| ES Sahel             | 4 - 2    | Ashanti Gold SC          | 3 - 0 | 1 - 2  |
| Kaduna United FC     | 2 - 1    | Foullah Edifice          | 2 - 0 | 0 - 1  |
| FC Saint Éloi Lupopo | 3 - 0    | Nchanga Rovers           | 1 - 0 | 2 - 0  |
| Sunshine Stars FC    | 3 - 0    | Tiko United              | 2 - 0 | 1 - 0  |
| Olympique de Béja    | 2 - 3    | DH El Jadida             | 2 - 0 | 0 - 3  |
| Victors FC           | 1 - 2    | DC Motema Pembe          | 1 - 1 | 1 - 2  |
| USFA                 | -        | Africa Sports forfait    | -     | -      |
| Haras El Hodood      | 5 - 1    | Dedebit FC               | 4 - 0 | 1 - 1  |

## Deuxième tour
- Les matchs aller ont lieu les 23 et 24 avril 2011, les matchs retour les 7 et 8 mai 2011.

| Équipe 1             | Résultat      | Équipe 2           | Aller | Retour |
| -------------------- | ------------- | ------------------ | ----- | ------ |
| Missile FC           | 3 - 3 0-3 tab | JS Kabylie         | 3 - 0 | 0 - 3  |
| Fath US (T)          | 1 - 2         | Primeiro de Agosto | 1 - 1 | 1 - 2  |
| FC Saint Éloi Lupopo | 2 - 2e        | Sofapaka           | 2 - 1 | 0 - 1  |
| Maghreb AS           | 5 - 3         | Al Khartoum SC     | 5 - 1 | 0 - 2  |
| Kaduna United FC     | -             | ES Sahel forfait   | -     | -      |
| Sunshine Stars FC    | 2 - 1         | USFA               | 2 - 0 | 0 - 1  |
| Haras El Hodood      | 3 - 3 3-4 tab | DC Motema Pembe    | 2 - 1 | 1 - 2  |
| DH El Jadida         | 3 - 1         | AS Adema           | 3 - 0 | 0 - 1  |

- Les vainqueurs avancent en barrage contre les perdants du 2e tour de la Ligue des champions 2011.

## Huitièmes de finale
- Les matchs aller ont lieu les 27, 28 et 29 mai 2011, les matchs retour les 10, 11 et 12 juin 2011. Les clubs reversés de la Ligue des champions de la CAF 2011 sont indiqués en italique.

| Équipe 1           | Résultat | Équipe 2           | Aller | Retour |
| ------------------ | -------- | ------------------ | ----- | ------ |
| ES Setif           | 1 - 3    | Kaduna United FC   | 1 - 0 | 0 - 3  |
| ASC Diaraf         | 1 - 3    | JS Kabylie         | 1 - 1 | 0 - 2  |
| ZESCO United FC    | 1 - 2    | Maghreb AS         | 1 - 0 | 0 - 2  |
| Club africain      | 4 - 3    | Sofapaka           | 3 - 0 | 1 - 3  |
| Inter Luanda       | 5 - 2    | DH El Jadida       | 3 - 0 | 2 - 2  |
| Al-Ittihad Tripoli | 0 - 1    | Sunshine Stars FC  | -     | 0 - 1  |
| Simba FC           | 1 - 2    | DC Motema Pembe    | 1 - 0 | 0 - 2  |
| ASEC Mimosas       | 5 - 1    | Primeiro de Agosto | 4 - 0 | 1 - 1  |

## Phase de groupe
Les matchs de groupe se sont disputés du 16 juillet au 18 septembre 2011.

### Groupe A
| Rang | Équipe           | Pts | J | G | N | P | Bp | Bc | Diff |  | Résultats (▼ dom., ► ext.) |     |     |     |     |
| ---- | ---------------- | --- | - | - | - | - | -- | -- | ---- |  | -------------------------- | --- | --- | --- | --- |
| 1    | Club africain    | 11  | 6 | 3 | 2 | 1 | 6  | 3  | +3   |  | Club africain              |     | 2-0 | 1-0 | 0-0 |
| 2    | Inter Luanda     | 10  | 6 | 3 | 1 | 2 | 8  | 6  | +2   |  | Inter Luanda               | 2-1 |     | 1-0 | 4-1 |
| 3    | ASEC Mimosas     | 7   | 6 | 2 | 1 | 3 | 5  | 6  | -1   |  | ASEC Mimosas               | 1-1 | 1-0 |     | 2-1 |
| 4    | Kaduna United FC | 5   | 6 | 1 | 2 | 3 | 5  | 9  | -4   |  | Kaduna United FC           | 0-1 | 1-1 | 2-1 |     |

### Groupe B
| Rang | Équipe            | Pts | J | G | N | P | Bp | Bc | Diff |  | Résultats (▼ dom., ► ext.) |     |     |     |     |
| ---- | ----------------- | --- | - | - | - | - | -- | -- | ---- |  | -------------------------- | --- | --- | --- | --- |
| 1    | Maghreb AS        | 14  | 6 | 4 | 2 | 0 | 8  | 2  | +6   |  | Maghreb AS                 |     | 1-0 | 3-0 | 1-0 |
| 2    | Sunshine Stars FC | 11  | 6 | 3 | 2 | 1 | 6  | 3  | +3   |  | Sunshine Stars FC          | 1-1 |     | 2-0 | 1-0 |
| 3    | DC Motema Pembe   | 8   | 6 | 2 | 2 | 2 | 5  | 6  | -1   |  | DC Motema Pembe            | 1-1 | 0-0 |     | 2-0 |
| 4    | JS Kabylie        | 0   | 6 | 0 | 0 | 6 | 1  | 9  | -8   |  | JS Kabylie                 | 0-1 | 1-2 | 0-2 |     |

## Tableau final
|  | Demi-finales      | Demi-finales | Demi-finales |               |   | Finale | Finale | Finale |  |  |  |  |  |  |  |
|  |                   |              |              |               |   |        |        |        |  |  |  |  |  |  |  |
|  |                   |              |              |               |   |        |        |        |  |  |  |  |  |  |  |
|  |                   |              |              |               |   |        |        |        |  |  |  |  |  |  |  |
|  | Sunshine Stars FC | 0            | 0            |               |   |        |        |        |  |  |  |  |  |  |  |
|  | Sunshine Stars FC | 0            | 0            |               |   |        |        |        |  |  |  |  |  |  |  |
|  | Club africain     | 1            | 0            |               |   |        |        |        |  |  |  |  |  |  |  |
|  | Club africain     | 1            | 0            | Club africain | 1 | 0      |        |        |  |  |  |  |  |  |  |
|  |                   |              |              |               | 1 | 0      |        |        |  |  |  |  |  |  |  |
|  |                   | Maghreb AS   | 0            | 1re           |   |        |        |        |  |  |  |  |  |  |  |
|  | Inter Luanda      | Maghreb AS   | 0            | 1re           | 2 | 0      |        |        |  |  |  |  |  |  |  |
|  | Inter Luanda      |              |              |               | 2 | 0      |        |        |  |  |  |  |  |  |  |
|  | Maghreb AS        | 1            | 1            |               |   |        |        |        |  |  |  |  |  |  |  |

### Demi-Finales
| Équipe 1          | Résultat | Équipe 2      | Aller | Retour |
| ----------------- | -------- | ------------- | ----- | ------ |
| Sunshine Stars FC | 0 - 1    | Club africain | 0 - 1 | 0 - 0  |
| Inter Luanda      | 2 - 2e   | Maghreb AS    | 2 - 1 | 0 - 1  |

#### Aller
| 15 octobre 2011 | Sunshine Stars FC | 0 - 1 | Club africain | Stade International Gateway, Ijebu Ode          |                                                 |
| 15:00 GMT       |                   | (0-0) | Ndouassel 54e | Spectateurs : 1 500 Arbitrage : Kirwa Sylvester | Spectateurs : 1 500 Arbitrage : Kirwa Sylvester |

| 16 octobre 2011 | Inter Luanda                   | 2 - 1 | Maghreb AS  | Stade du 22 Juin, Luanda                             |                                                      |
| 16:30 GMT       | Koné 86e (csc) · Batista 90+3e | (0-1) | Halhoul 39e | Spectateurs : 15 000 Arbitrage : Nampiandraza Hamada | Spectateurs : 15 000 Arbitrage : Nampiandraza Hamada |

#### Retour
| 29 octobre 2011 | Club africain | 0 - 0 | Sunshine Stars FC | Stade olympique d'El Menzah, El Menzah                |                                                       |
| 14:00 GMT       |               | (0-0) |                   | Spectateurs : 0 (Huis clos) Arbitrage : Sikazwe Janny | Spectateurs : 0 (Huis clos) Arbitrage : Sikazwe Janny |

| 30 octobre 2011 | Maghreb AS | 1 - 0 | Inter Luanda | Complexe sportif de Fès, Fès                         |                                                      |
| 19:00 GMT       | Chtibi 95e | (0-0) |              | Spectateurs : 30 000 Arbitrage : Abdel Rahman Khalid | Spectateurs : 30 000 Arbitrage : Abdel Rahman Khalid |

### Finale

#### Aller
| 19 novembre 2011 17h00 GMT | Club africain | 1 - 0 | Maghreb AS | Stade olympique de Radès, Radès                  |                                                  |
|                            | Alexis 7e     | (1-0) |            | Spectateurs : 45 000 Arbitrage : Djamel Haimoudi | Spectateurs : 45 000 Arbitrage : Djamel Haimoudi |

#### Retour
| Entraîneur :   |
| Rachid Taoussi |

| Entraîneur :    |
| Faouzi Benzarti |

| Entraîneur :   |
| Rachid Taoussi |

| Entraîneur :    |
| Faouzi Benzarti |

## Vainqueur
| Coupe de la confédération Vainqueur 2011   |
| ------------------------------------------ |
| Maghreb Association Sportive Premier titre |